# امندینگن
شهر امندینگن در ایالت بادن-وورتمبرگ در کشور آلمان واقع شده است.